# Peristylus korinchensis
Peristylus korinchensis är en orkidéart som beskrevs av Henry Nicholas Ridley. Peristylus korinchensis ingår i släktet Peristylus och familjen orkidéer.
Artens utbredningsområde är Sumatera. Inga underarter finns listade i Catalogue of Life.